# Barulhinho bom
Barulhinho bom (sottotitolato Uma viagem musical) è un album della cantante brasiliana Marisa Monte, pubblicato nel 1996.

## Il disco

### La storia
Barulhinho bom, uma viagem musical fu il titolo di un video di Marisa Monte. Pubblicato nel 1996, è un documentario che raccoglie le esperienze musicali e di viaggio del tour internazionale seguito al lancio di Verde, anil, amarelo, cor-de-rosa e carvão e gli incontri con alcuni dei suoi parceiros Carlinhos Brown e Arnaldo Antunes (una anticipazione dei Tribalistas) e con artisti che l'avevano influenzata, come i Novos Baianos, la Velha Guarda da Portela, Paulinho da Viola e Raphael Rabello.
Il video doveva essere accompagnato dal relativo album live, che fu invece raddoppiato con un secondo CD di materiale inedito, ancora con canzoni in gran parte scritte da Carlinhos Brown. Sempre co-prodotto da Marisa e da Arto Lindsay, l'album fu pubblicato anche in una versione internazionale intitolata A Great Noise per la Blue Note.
Barulhinho bom/The Grat Noise provocò diverse polemiche per la sua copertina, un disegno dell'illustratore porno-naif Carlos Zéfiro, censurata negli Stati Uniti. L'album, nonostante l'atipica copertina, ebbe, come i precedenti, un notevole successo in Brasile. Per la cantante di Rio si trattò di un ulteriore avvicinamento al samba carioca.

### La musica
Il disco live contiene, come consuetudine, un gruppetto di canzoni dei maggiori successi della cantante tratte dai precedenti dischi e qualche cover. All'inizio un paio di omaggi a Caetano Veloso come Panis et circenses (vecchio classico tropicalista) e De noite na cama. Quest'ultima, Beija eu e Ainda lembro provengono da Mais, mentre Ao meu redor, Bem leve, Dança da solidão  e Segue o seco provengono da Verde, anil, amarelo, cor-de-rosa e carvão.
Give Me Love (Give Me Peace on Earth) è una cover di George Harrison, mentre A menina dança è un vecchio pezzo dei Novos Baianos. Il disco si chiude con un omaggio al Nord-Est brasiliano di Luiz Gonzaga: O xote das meninas contiene infatti una citazione di Asa branca, entrambe celebri canzoni del compositore pernambucano.
Il disco registrato in studio contiene alcune nuove canzoni di Carlinhos Brown, un omaggio a Gilberto Gil (Cérebro eletrônico), uno a Lulu Santos (Tempos modernos) e uno a Moraes Moreira dei Novos Baianos (Chuva no brejo).

## Tracce

### Disco 1:Ao vivo
1. Panis et circenses - (Caetano Veloso, Gilberto Gil) - (3:12)
2. De noite na cama - (Caetano Veloso) - (3:29)
3. Beija eu  - (Arto Lindsay, Arnaldo Antunes, Marisa Monte) - (3:17)
4. Give Me Love (Give Me Peace On Earth) - (George Harrison) - (4:10)
5. Ainda lembro - (Marisa Monte, Nando Reis) - (3:39)
6. A menina dança - (Galvão, Moraes Moreira) - (2:09)
7. Dança da solidão - (Paulinho da Viola) - (3:23)
8. Ao meu redor - (Nando Reis) - (4:36)
9. Bem leve - (Arnaldo Antunes, Marisa Monte) - (2:39)
10. Segue o seco - (Carlinhos Brown) - (2:58)
11. O xote das meninas - (Luiz Gonzaga, Zé Dantas) - (4:52)

### Disco 2:Em estúdio
1. Arrepio - (Carlinhos Brown) - (2:16)
2. Magamalabares - (Carlinhos Brown - (3:36)
3. Chuva no brejo - (Moraes Moreira) - (2:26)
4. Cérebro eletrônico - (Gilberto Gil) - (2:53)
5. Tempos modernos - (Lulu Santos) - (3:03)
6. Maraçá - (Carlinhos Brown) - (3:50)
7. Blanco - (Marisa Monte, Octávio Paz, Haroldo de Campos) - (0:50)

- Nota: nella versione internazionale intitolata A Great Noise i dischi sono invertiti; il primo è quello in studio, il secondo è quello dal vivo.

## Formazione
- Marisa Monte - voce

Disco 1
- Cesinha - batteria
- Dadi Carvalho - basso
- Davi Moraes - mandolino (tracce #1, #4), chitarra classica, surdo (traccia #10)
- Fernando Caneca - chitarra classica, chitarra acustica (tracce #3, #4), chitarra elettrica (traccia #5)
- Lanlan - percussioni
- Marco Lobo - percussioni
- Waldonys Menezes - fisarmonica

Disco 2
- Carlinhos Brown - percussioni (tracce #1, #2), voce (tracce #1, #2, #6), chitarra classica (tracce #1, #2),
chitarra elettrica (traccia #2), organo Hammond (tracce #2, #6), batteria (traccia #6)
- Chuck Wilson - flauto (traccia #2)
- Jackie Stuckey - clarone (traccia #2)
- Melvin Gibbs - basso (tracce #2, #6)
- Andrés Levin - campionatore (tracce #3, #5, #6)
- Cesinha (Cesar Brunet Garzoni) - batteria (tracce #3, #4, #5)
- Dadi Carvalho - basso (tracce #3, #4, #5)
- Davi Moraes - chitarra classica (traccia #3), chitarra elettrica (tracce #4, #5, #6, #7)
- Fernando Caneca - chitarra classica (traccia #3), chitarra elettrica (traccia #5)
- Lanlan - percussioni (tracce #3, #4, #5)
- Marco Lobo - pandeiro (traccia #3), percussioni (tracce #4, #5)
- Waldonys Menezes - fisarmonica (tracce #3, #4, #5)
- Arto Lindsay - chitarra elettrica (traccia #4)
- Bernie Worrell - clavinet (traccia #4), organo Hammond (traccia #6)
- Peter Ecklund - tromba (tracce #5, #6)
- Arthur Baron - trombone (traccia #6)
- Chuck Wilson - sassofono tenore (traccia #6)
- Jackie Stuckey - sassofono baritono (traccia #6)
- Naná Vasconcelos - percussioni (traccia #7)